# 穆爾普雷里鎮區 (伊利諾伊州傑佛遜縣)
穆爾斯普雷里鎮區（英語：Moore's Prairie Township）是位於美國伊利諾伊州傑佛遜縣的一個行政鎮區。

## 地方資料
根據2010年美國人口普查的數據，穆爾斯普雷里鎮區的面積為94.80平方千米，當中陸地面積為94.60平方千米，而水域面積為0.20平方千米。當地共有人口347人，而人口密度為每平方千米3.66人。